# St. Ulrich zum Heiligen Kreuz (Bubenheim)

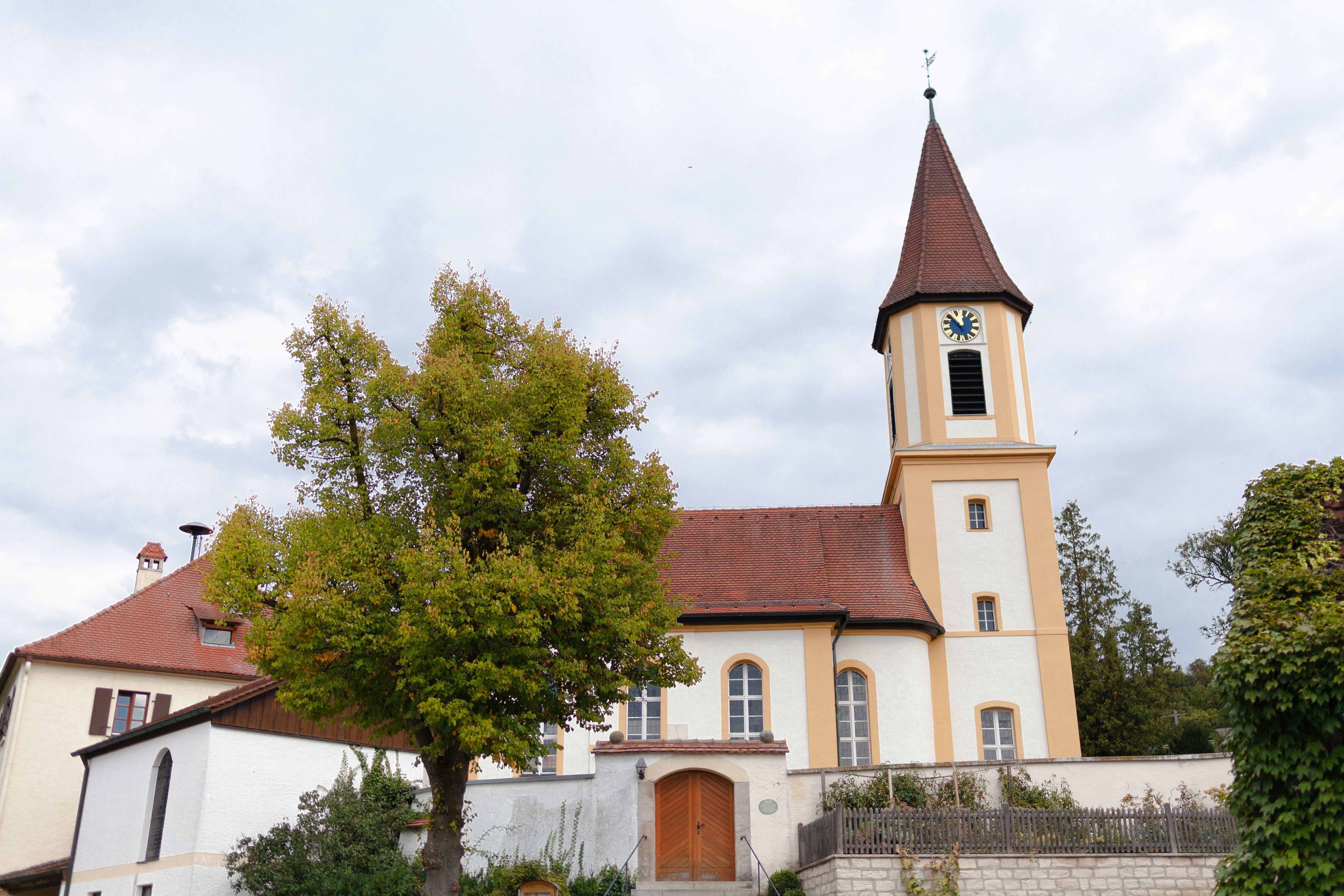
St. Ulrich zum Heiligen Kreuz in Bubenheim, aufgenommen 2018

Die evangelisch-lutherische Kirche St. Ulrich zum Heiligen Kreuz ist ein denkmalgeschütztes Kirchengebäude, das im Gemeindeteil Bubenheim der bayerischen Stadt Treuchtlingen im mittelfränkischen Landkreis Weißenburg-Gunzenhausen steht. Das Bauwerk ist unter der Denkmalnummer D-5-77-173-56 als Baudenkmal in die Bayerische Denkmalliste eingetragen. Die Kirchengemeinde gehört zur Pfarrei Wettelsheim im Dekanat Pappenheim im Kirchenkreis Nürnberg der Evangelisch-Lutherischen Kirche in Bayern. Die Kirche liegt an der Hauptstraße im Ortskern Bubenheims umgeben von weiteren denkmalgeschützte Bauwerken sowie dem Dorffriedhof auf einer Höhe von 422 m ü. NHN.

## Beschreibung

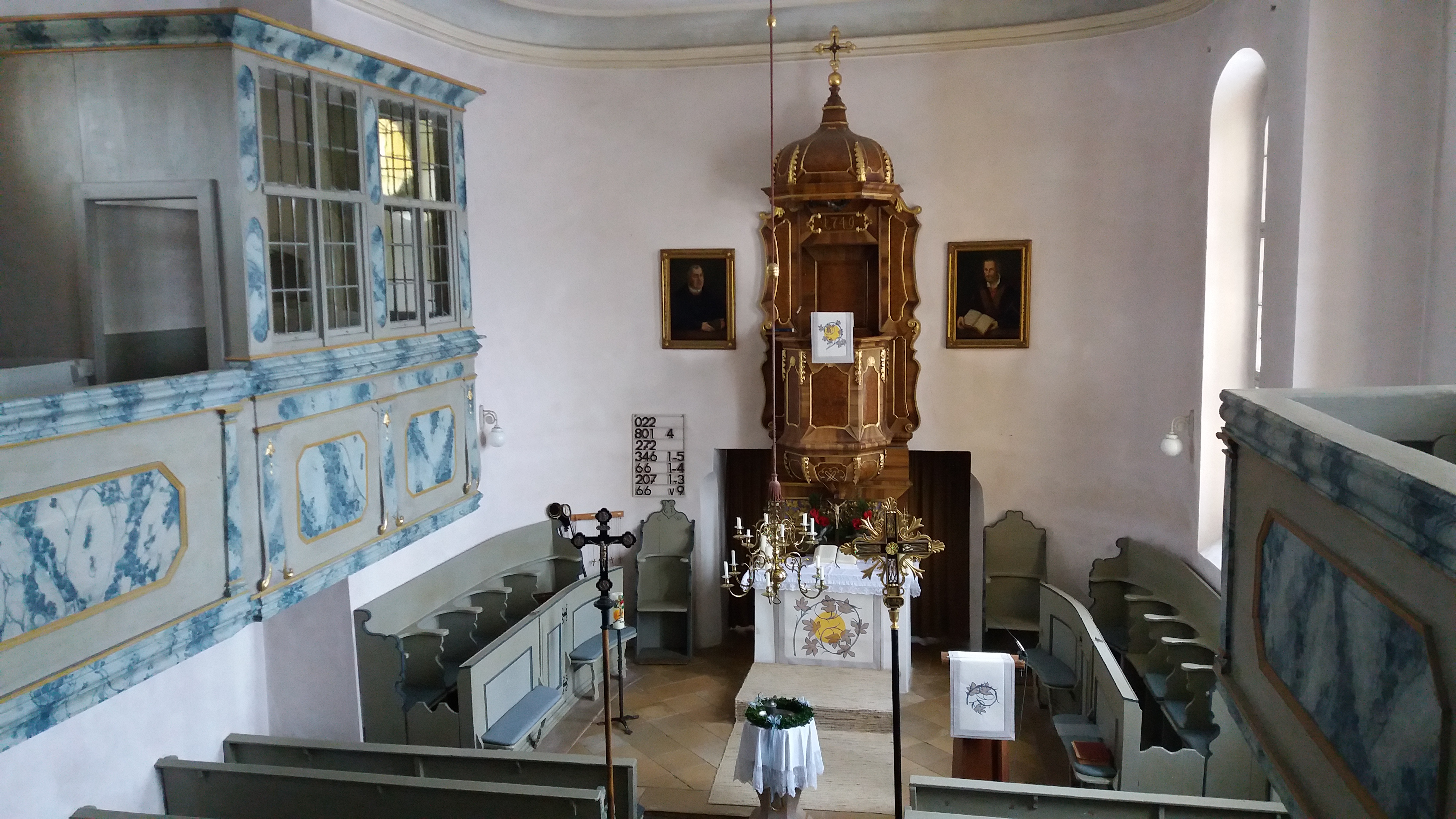
Innenraum

1749 wurde die Saalkirche unter Verwendung älterer Bauteile und unter Einbezug des Kirchturms aus dem späten 17. Jahrhundert neu errichtet. Das oberste, achteckige Geschoss des Kirchturms beherbergt die Turmuhr und den Glockenstuhl. Zwischen dem Langhaus aus drei Achsen und dem Turm sitzt der etwas eingezogene, annähernd halbkreisförmig angelegte Chor. Im Westen ist ein eingezogener Anbau mit der Treppe zu den Emporen, die an drei Seiten des Langhauses verlaufen, angefügt. Das Langhaus und der Turm werden mit Lisenen gegliedert. An der Südseite des Langhauses gibt es hohe Bogenfenster, an der Nordseite querovale Fenster, die über der Höhe der Emporen ansetzen. 
Der Innenraum ist mit einer Flachdecke überspannt. Zur Kirchenausstattung gehört ein Kanzelaltar, der aus einem einfachen Blockaltar besteht und einer Kanzel, die auf einer Predella lagert. Der Schalldeckel wird von einem Kreuz bekrönt. Am östlichen Rand der Nordempore wurde eine Patronatsloge eingerichtet. Die Deckenmalerei, sie zeigt die Christi Himmelfahrt, wurde 1873 neu gestaltet. Für den Vorgängerbau war erst im Jahr 1707 eine Orgel angeschafft worden. Sie wurde 1757/58 durch eine neue Orgel mit acht Registern, einem Manual und einem Pedal von Johann Martin Baumeister ersetzt.